# NGC 4666
NGC 4666 ist eine Balken-Spiralgalaxie mit aktivem Galaxienkern vom Hubble-Typ SBc im Sternbild Jungfrau auf der Ekliptik. Sie ist schätzungsweise 65 Millionen Lichtjahre von der Milchstraße entfernt und hat einen Durchmesser von etwa 90.000 Lj.
Das System ist eine sogenannte Starburstgalaxie, also eine Galaxie, in der zurzeit besonders viele neue Sterne entstehen. Zu derart hohen Sternentstehungsraten kommt es, wenn sich Galaxien gegenseitig durch ihre Schwerkraft beeinflussen, was in diesem Fall unter anderem durch NGC 4668 geschieht.

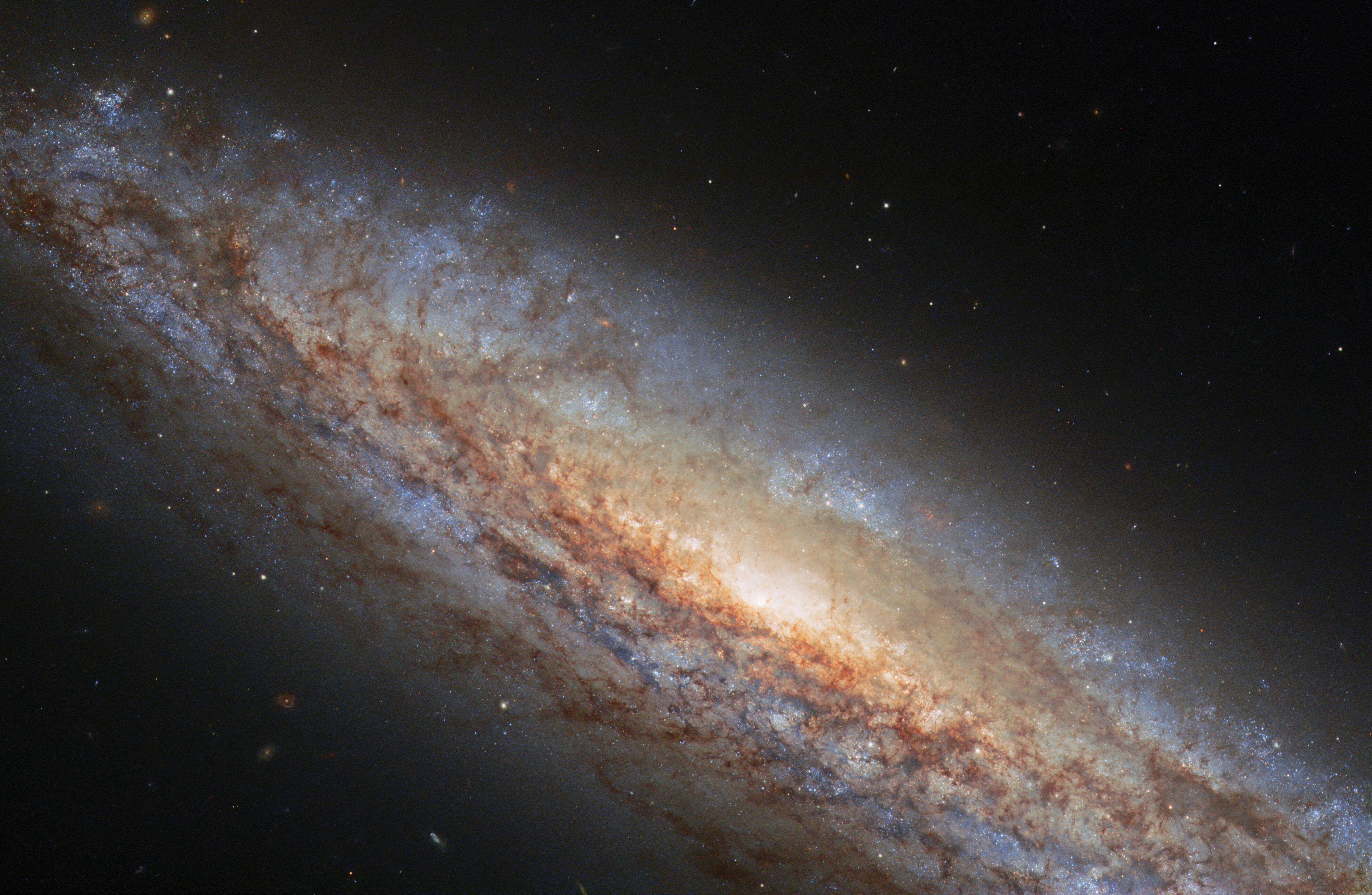
Hochaufgelöste Aufnahme mithilfe des Hubble-Weltraumteleskops

Die Supernovae SN 1965H (Typ-IIP) und ASASSN -14lp (Typ-Ia) wurden hier beobachtet.
Das Objekt wurde am 22. Februar 1784 von William Herschel entdeckt. Im selben Himmelsareal befinden u. a. die Galaxien NGC 4642, NGC 4653.

## NGC 4666-Gruppe (LGG 299)
Gemeinsam mit NGC 4632 und NGC 4668 bildet NGC 4666 die kleine Galaxiengruppe LGG 299.
| Galaxie  | Alternativname | Entfernung/Mio. Lj |
| -------- | -------------- | ------------------ |
| NGC 4666 | PGC 42975      | 65                 |
| NGC 4632 | PGC 42689      | 73                 |
| NGC 4668 | PGC 42999      | 69                 |